# Jean-Claude Guibal
Jean-Claude Guibal (13 de enero de 1941 - 25 de octubre de 2021) fue miembro de la Asamblea Nacional de Francia. De 1997 a 2017 representó a la cuarta circunscripción del departamento de Alpes Marítimos y fue miembro de Los Republicanos desde 2015. Desde 1989 hasta su muerte en 2021, fue alcalde de Menton durante 6 mandatos consecutivos.
Jean-Claude Guibal se graduó en HEC Paris, Sciences Po y ENA.